# NGC 641
NGC 641 je galaksija u zviježđu Feniks.

## Vanjske poveznice
- SEDS: NGC 0641